# طارق نیازی
طارق نیازی (انگلیسی: Tariq Niazi; ۱۵ مارس ۱۹۴۰ – ۲۰ آوریل ۲۰۰۸) بازیکن هاکی روی چمن اهل پاکستان بود.